# منهتن ۱۲۴۶۴
سیارک ۱۲۴۶۴ (به انگلیسی: 12464 Manhattan، نامگذاری:1997AH8) دوازده هزار و چهارصد و شصت و چهارمین سیارک کشف شده‌است که در ۲ ژانویه ۱۹۹۷ کشف شد.
قدر مطلق سیارک برابر ۱۷.۸ است.